# رية كبرى

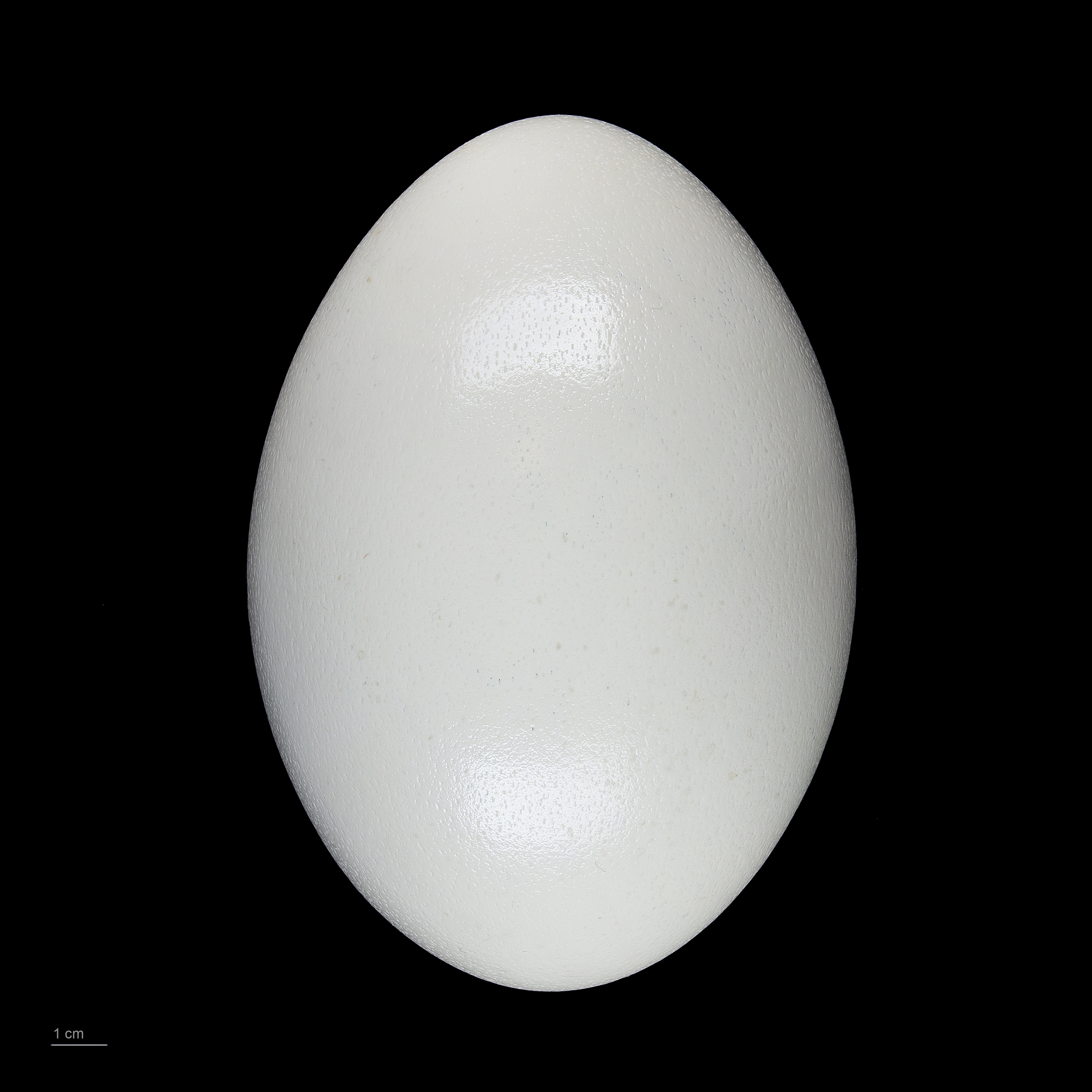
egg of Rhea americana

الرية الكبرى (الاسم العلمي:Rhea americana) هو نوع من الطيور يتبع جنس الريا من فصيلة الرياوية.